# Фонгня-Кебанг

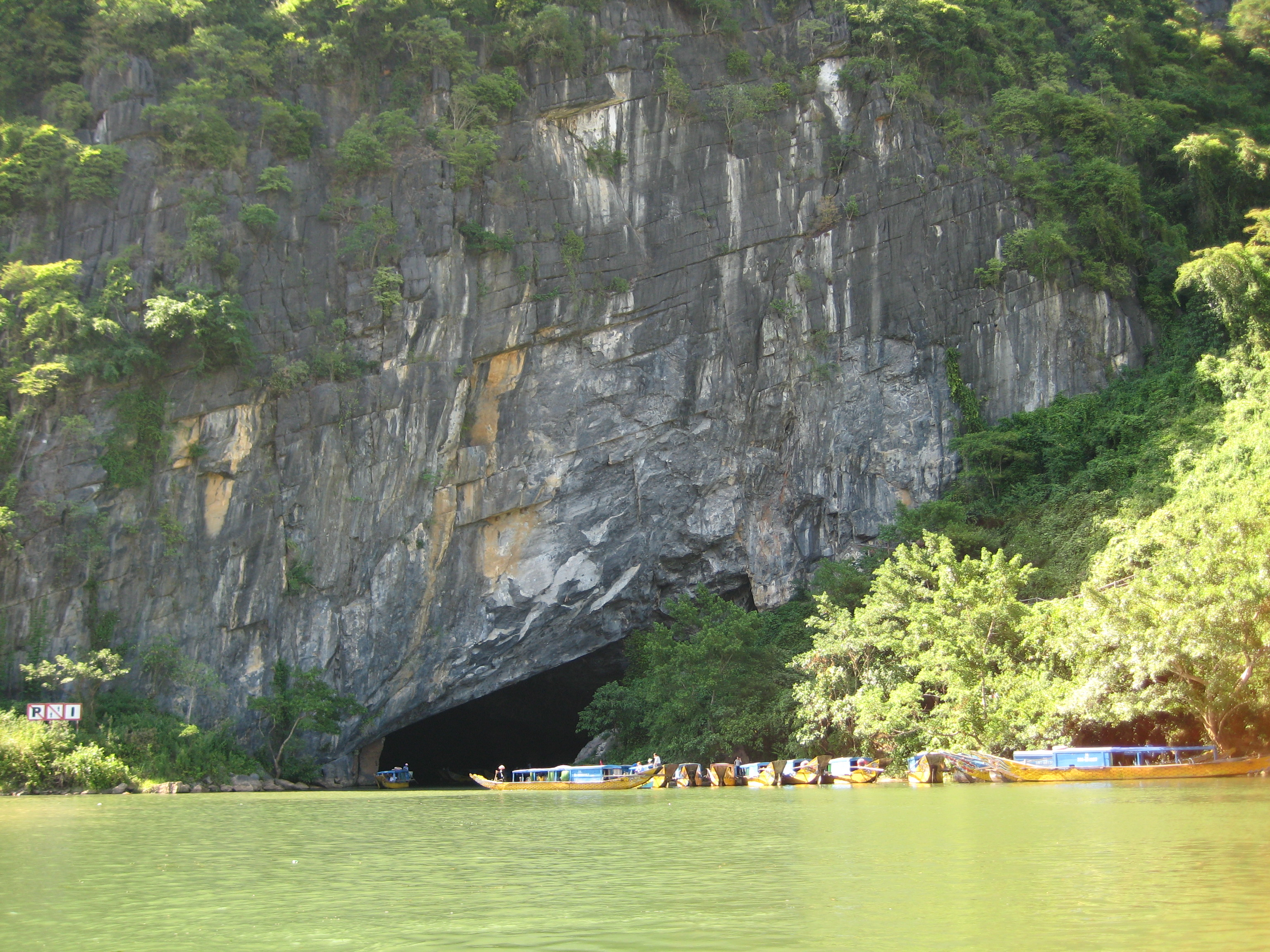
Фонгня-Кебанг

Фонгня-Кебанг (в'єт. Vườn quốc gia Phong Nha-Kẻ Bàng) — національний парк, що занесений до Світової спадщини ЮНЕСКО. Розташований у північно-центральній частині В'єтнаму в провінції Куангбінь на території районів Фонгня та Кебанг. Національний парк відомий як один з найбільших карстових регіонів, що містить сотні печер і гротів..
На території Фонгня-Кебанг знаходяться 300 печер і гротів загальною протяжністю 126 кілометрів. Також тут розташована одна з найдовших підземних річок світу. У парку живе багато рідкісних видів рослин та тварин.
У квітні 2009 року, британські дослідники виявили тут найбільшу у світі печеру Тхієндионг.
Парк є найважливішим туристичним об'єктом провінції.